# Darwin Torres
Darwin Fabián Torres Alonso (Treinta y Tres, 16 de fevereiro de 1991) é um futebolista uruguaio que atua como lateral-esquerdo ou zagueiro. Atualmente defende o Nacional.

## Títulos
Nacional
- Campeonato Uruguaio (1): 2011–12